# Lokomotiv Taschkent
Lokomotiv Taschkent (usbekisch Lokomotiv Toshkent, russisch Локомотив Ташкент) ist ein Fußballverein aus der usbekischen Hauptstadt Taschkent. Der Verein spielt derzeit in der höchsten Spielklasse, der Uzbekistan Super League.

## Geschichte
Gegründet wurde der Verein 2001. Seit dem Aufstieg 2003 ist der Verein mit einjähriger Unterbrechung durchgehend in der höchsten Liga aktiv. Nach drei Vizemeisterschaften gelang 2016 der erste Meistertitel, ebenso konnte 2016 wie schon 2014 der Pokal gewonnen werden sowie 2015 der usbekische Supercup. 2017 holte man erneut das Double aus Meisterschaft und Pokalsieg. 2018 feierte der Verein seine dritte Meisterschaft.
Der Verein gehört der Eisenbahngesellschaft Oʻzbekiston Temir Yoʻllari.

## Erfolge
- Usbekischer Meister: 2016, 2017, 2018

- Usbekischer Pokalsieger: 2014, 2016, 2017

- Usbekischer Supercupsieger: 2015, 2019

- Usbekischer Zweitligameister: 2023   ▲
- Usbekischer Zweitligavizemeister: 2003  ▲

## Stadion
Seine Heimspiele trägt der Verein im Lokomotiv-Stadion in Taschkent aus. Das Stadion hat ein Fassungsvermögen von 8000 Personen.

## Logohistorie

Früheres Logo